# Assas
Assas /aˈsas/ è un comune francese di 1 569 abitanti situato nel dipartimento dell'Hérault nella regione dell'Occitania.

## Società

### Evoluzione demografica
Abitanti censiti